# Orheiu Bistriței
Orheiu Bistriței (deutsch Burghalle, ungarisch Óvárhely, siebenbürgisch-sächsisch Burichhaln oder Bürichhaaln) ist ein rumänisches Dorf der Gemeinde Cetate im Kreis Bistrița-Năsăud.

## Lage
Orheiu Bistriței liegt im Budaktal im Nösnerland elf Kilometer südöstlich der Stadt Bistrița im Norden Siebenbürgens.

## Geschichte
Funde aus der jüngeren Vergangenheit weisen darauf hin, dass hier eine römische Befestigungsanlage (castrum Arcobadara) bestanden hat, die die deutschen Einwanderer im 12. Jahrhundert als verfallene Ruine vorgefunden haben. Urkundlich wurde der Ort erstmals im Jahre 1319 unter den ungarischen Namen Varhel bzw. Warhel erwähnt. In den nächsten Jahrhunderten wurde der Ort von Siebenbürger Sachsen geprägt, die hier außerhalb des Königsbodens als Hörige lebten. In den Jahren 1910 und 1929 kam es zu einer Auswanderungswelle der Siebenbürger Sachsen nach Nordamerika. Gegen Ende des Zweiten Weltkrieges flohen die meisten deutschstämmigen Bewohner aus dem Ort nach Deutschland; fast alle übrigen reisten bis zur Rumänischen Revolution 1989 aus.

## Einwohner
Die Bevölkerung von Orheiu Bistriței entwickelte sich wie folgt:
| 1850 | 940 | 75  | -  | 543 | 322 |
| 1920 | 553 | 57  | -  | 391 | 105 |
| 1930 | 576 | 49  | -  | 420 | 107 |
| 1941 | 584 | 47  | 24 | 403 | 110 |
| 1966 | 554 | 334 | 5  | 116 | 99  |
| 1977 | 530 | 476 | 2  | 52  | -   |
| 1992 | 644 | 521 | 6  | 5   | 112 |
| 2002 | 614 | 518 | 14 | -   | 82  |
| 2011 | 693 | 548 | 11 | -   | 134 |

Seit 1850 wurde in Orheiu Bistriței die höchste Einwohnerzahl sowie die der Rumäniendeutschen 1850 ermittelt. Die höchste Anzahl der Rumänen und der Roma (114) wurde 2011, und die der Magyaren 1941 registriert.

## Bilder

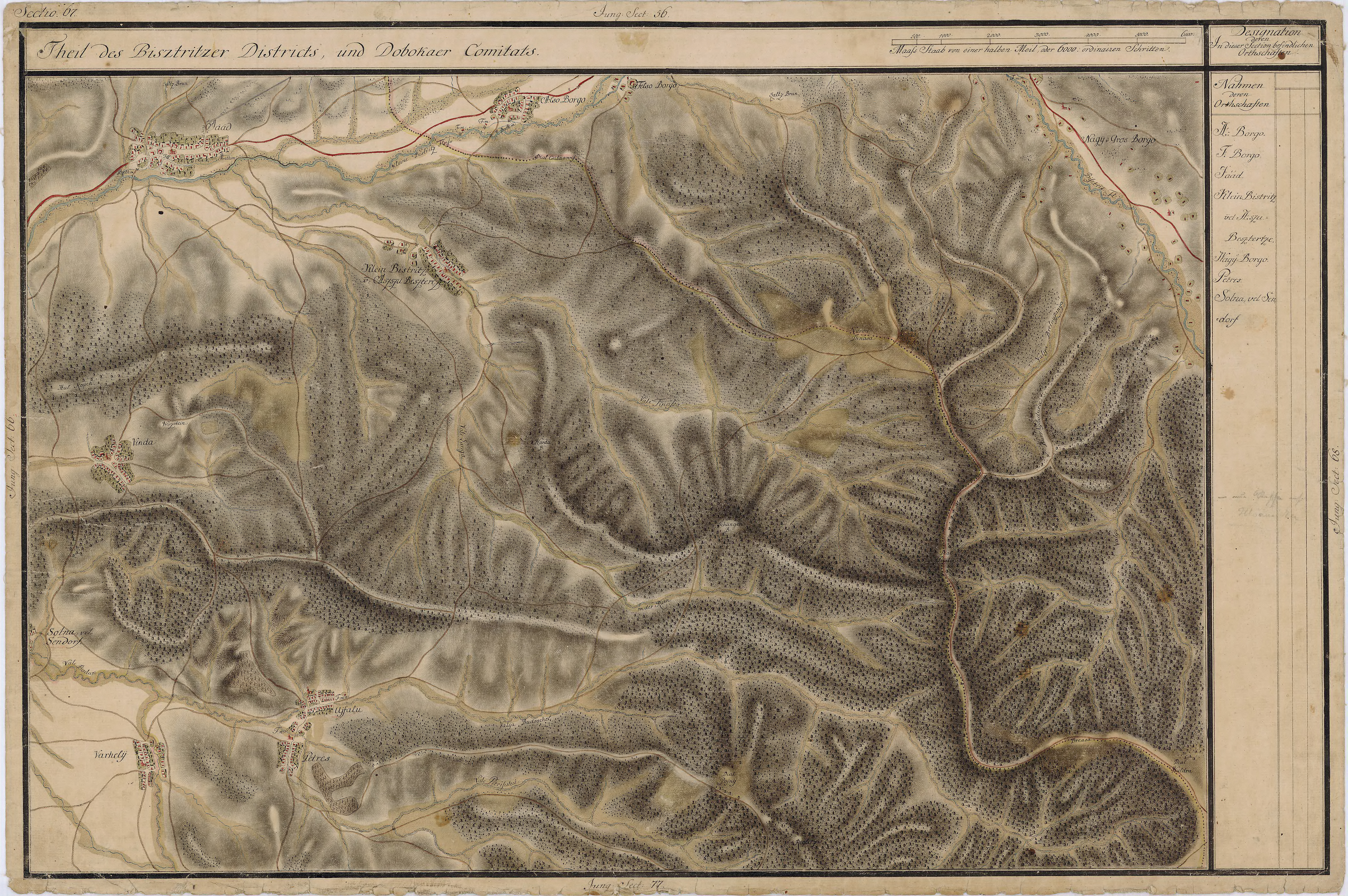
Der Ort in der Josephinischen Landaufnahme
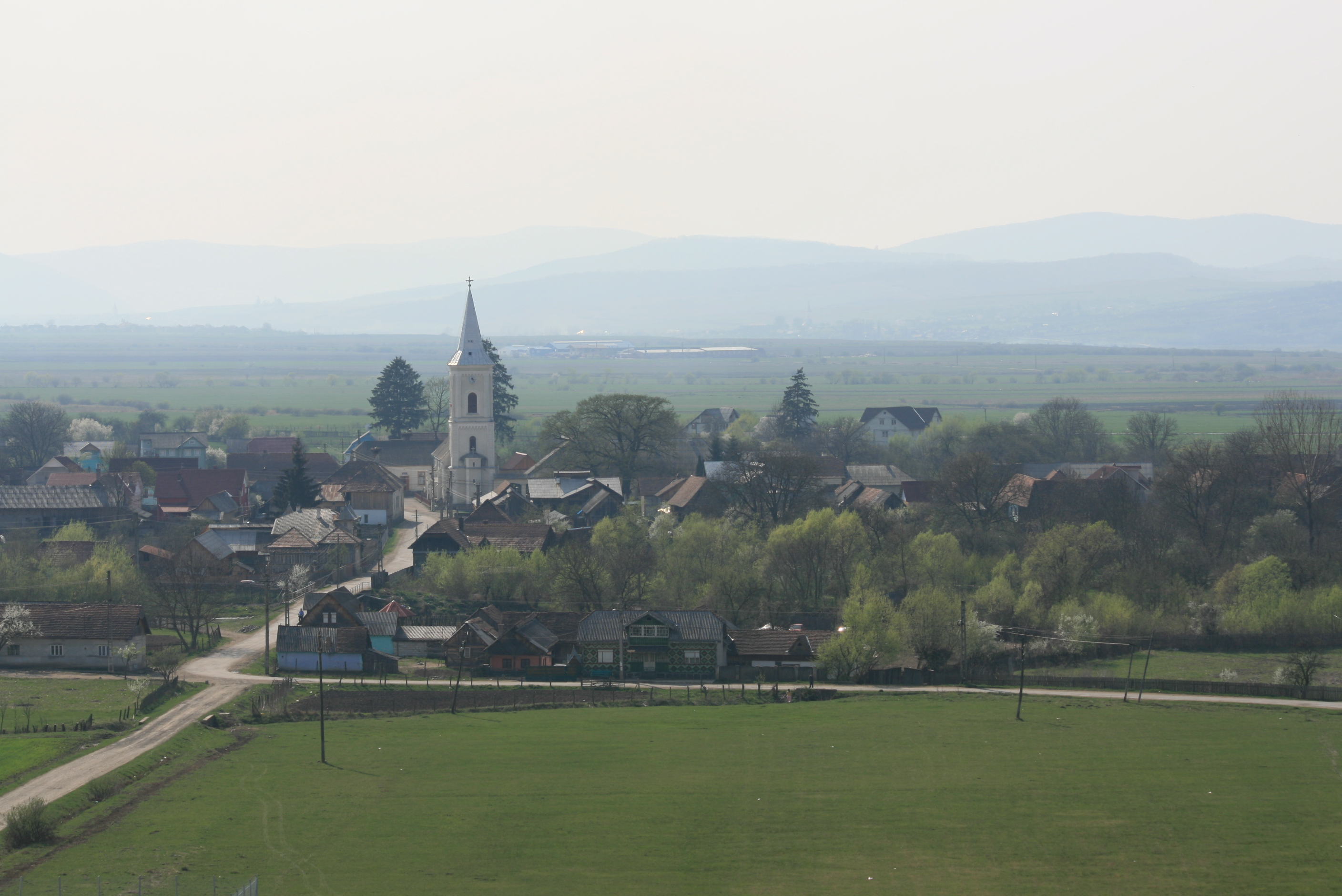
Blick auf Orheiu Bistriței
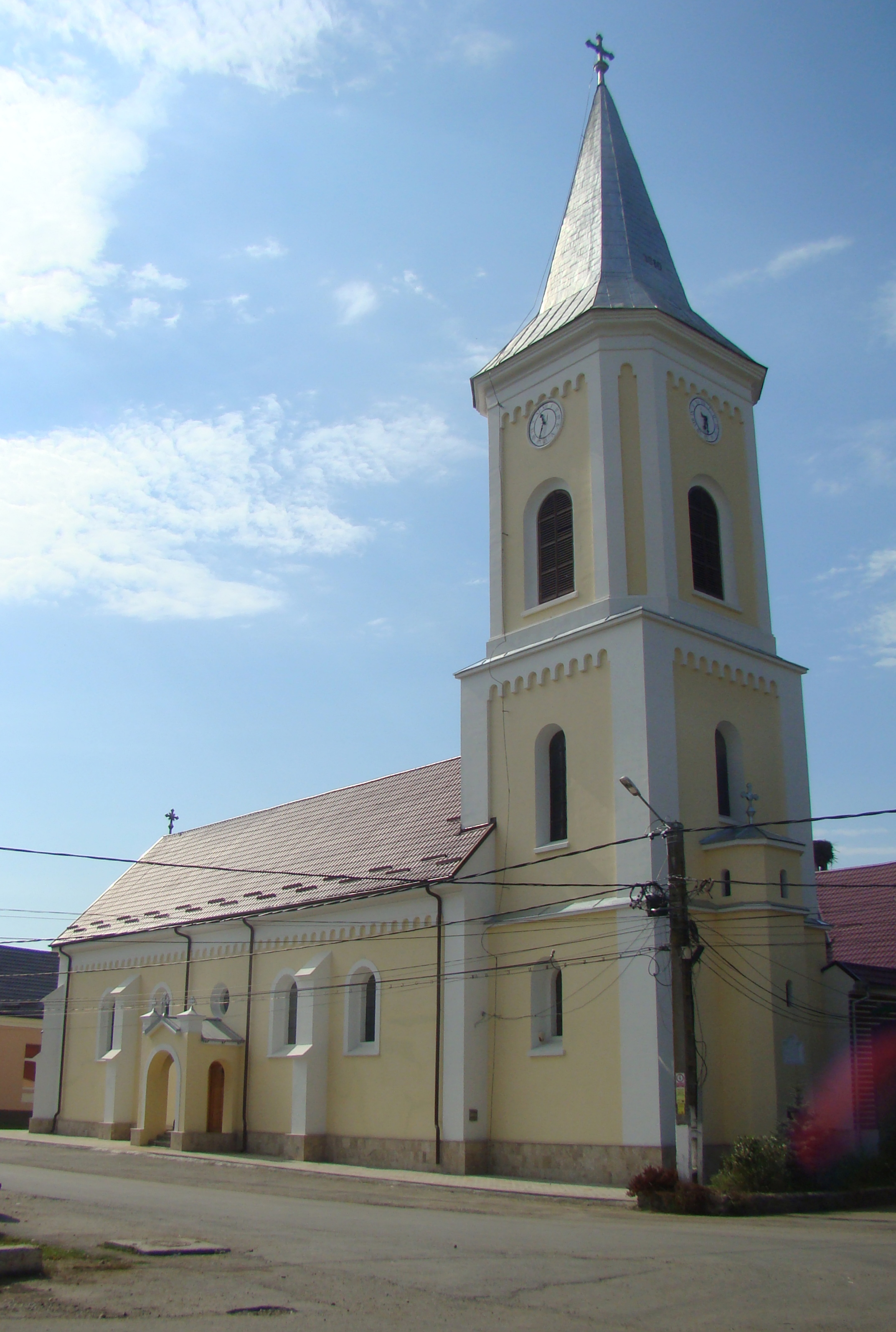
Kirche